# NGC 4363
NGC 4363 é uma galáxia espiral (Sb) localizada na direcção da constelação de Draco. Possui uma declinação de +74° 57' 07" e uma ascensão recta de 12 horas, 23 minutos e 28,6 segundos.
A galáxia NGC 4363 foi descoberta em 10 de Dezembro de 1797 por William Herschel.